# IC 1301
IC 1301 = IC 4867 ist eine linsenförmige Galaxie vom Hubble-Typ S0 im Sternbild Cygnus. Sie ist schätzungsweise 193 Millionen Lichtjahre von der Milchstraße entfernt.
Das Objekt wurde am 15. April 1890 von dem Astronomen Lewis Swift entdeckt.